# Arnie Breeveld
Arnie Breeveld (Paramaribo, 28 de julho de 1939) é uma atriz surinamesa.

## Filmografia
- Hoffmans vertellingen (1971) - Leider van de Black Panthers
- Waar heb dat nou voor nodig (1973) - Ober/Wijze uit het Oosten
- De vijf van de vierdaagse (1974) - Hendrik Kater
- De watergeus (1976) - Arnie
- Kon hesi baka - Kom gauw terug (1977) - Hudson
- Goed volk (1979)
- Drie in de pan (1983) - Jack
- The Cook, the Thief, His Wife and Her Lover  (1989) - Eden
- Laat maar zitten (1989-1991) - Bruce
- Vrouwenvleugel (1995) - Marvin
- Dochter (1997)